# Célio Pompeu
Célio Pompeu, né le 10 décembre 1999 à Fortaleza au Brésil, est un footballeur brésilien. Il joue au poste d'ailier gauche à St. Louis City.

## Biographie

### Jeunesse et formation
Il fréquente la St. Benedict's Preparatory School en 2016. Il remporte le titre de l'état du New Jersey en 2017 et le titre national en 2018. Il est également deux fois dans l'équipe-type All-American.

### Parcours universitaire
En 2019, il s'engage auprès des Rams de l'université du Commonwealth de Virginie. Le 21 septembre, il participe à son premier match avec les Rams face aux Bonnies de Saint Bonaventure, en remplaçant Biska Biyombo en première mi-temps, avant d'être remplacé seulement 3 minutes plus tard par Myles Brown. Son équipe s'impose 2-0. Il dispute son premier match en tant que titulaire, le 9 novembre, contre les Patriots de George Mason. Lors de cette même rencontre, il inscrit son premier but lors d'un match nul 2-2 en quarts de finale,. En demi-finale, son équipe est éliminée par les Flyers de Dayton. Il joue trois parties lors de sa saison freshman, ayant raté la majeure partie de la saison en raison d'une blessure.
La saison 2020 est reporté au printemps 2021 à cause de la pandémie de Covid-19. Le 7 mars, il inscrit son premier triplé contre le Phoenix d'Elon, ce qui permet à son équipe de s'imposer 3-2. Le lendemain, il est élu meilleur joueur-étudiant de la semaine de l'A-10. Le 27 mai, il est nommé dans la deuxième équipe-type de l'A-10. Le 8 juin, il fait partie dans la deuxième équipe-type All-State de la Virginia Sports Information Directors.
Lors de sa troisième année, il délivre sa première passe décisive face aux Demon Deacons de Wake Forest, le 26 août 2021. Le 13 septembre, il est élu étudiant-joueur de la semaine par l'Atlantic 10 Conference. Le lendemain, il est nommé dans l'équipe-type de la semaine de TopDrawerSoccer (en). Le 11 novembre, il est élu milieu de terrain de l'année par l'A-10,. Le 12 janvier 2022, il est dans la première équipe-type All-State de la VaSID,. Il est également dans la première équipe-type de l'A-10. Il fait aussi partie de la deuxième équipe-type du Sud-Est des United Soccer Coaches (en). Les VCU perdent 1-2 contre les Rams de Fordham et sont éliminés en quarts de finale. En 21 rencontres, Célio Pompeu inscrit 8 buts et 7 passes décisives avec les Rams de VCU.

### En club

#### St. Louis City 2
Il signe un contrat avec l'équipe réserve de St. Louis City en MLS Next Pro le 7 février 2022. Il fait ses débuts en tant que remplaçant, le 25 mars, contre le Rochester New York. Le 11 avril, il inscrit son premier but et délivre sa première passe décisive en MLS Next Pro, face au Defiance de Tacoma. En fin de saison, le City2 remporte la conférence Ouest et se hisse en finale où il s'incline face au Crew 2 de Columbus. Il dispute 24 matchs pour St. Louis City 2, lors de la saison inaugurale du club en 2022. Il termine la saison avec cinq buts et cinq passes décisives.

#### St. Louis City
Le 17 novembre 2022, St. Louis City annonce qu'il signe un contrat MLS, à compter de 2023, avec une option pour 2024 et 2025. Le 25 février 2023, il fait ses débuts en Major League Soccer contre l'Austin FC. C'est également la première victoire en MLS de l'histoire du club,. Saint-Louis est seulement la deuxième franchise de l’histoire de la ligue à remporter ses trois premiers matchs, rejoignant les Sounders de Seattle.
Le 15 juin 2024, lors d'une rencontre contre le FC Dallas, il se blesse lourdement à la suite d'une collision avec le défenseur Nkosi Tafari. Quelques heures plus tard, il subit une intervention chirurgicale réussie pour réparer une luxation de la cheville et une fracture du péroné. Cette blessure le tiendra éloigné des terrains pour le reste de la saison 2024,,.